# Massimiliano Lelli
Massimiliano Lelli est un coureur cycliste italien, né le 2 décembre 1967 à Manciano, dans la province de Grosseto en Toscane.

## Biographie
Massimiliano Lelli devient professionnel en 1989 et le reste jusqu'en 2004. Il remporte 15 victoires au cours de sa carrière. Il est impliqué dans l'affaire Cofidis en 2004, et licencié par l'équipe. En 2006, il est relaxé par la justice ainsi que son coéquipier David Millar.

## Palmarès

### Palmarès amateur
- 1987
  - Bologna-Passo della Raticosa
  - Gran Premio Cementeria Fratelli Bagnoli
- 1988
  - Coppa 29 Martiri di Figline di Prato
  - Gran Premio Comune di Cerreto Guidi
  - Gran Premio Cementeria Fratelli Bagnoli
  - Coppa Caduti di Puglia
  - 3e de Florence-Viareggio

### Palmarès professionnel
| - 1990 - 4e étape de Tirreno-Adriatico - 3e de la Coppa Bernocchi - 9e du Tour d'Italie - 1991 - Tour d'Italie - Classement du meilleur jeune - 12e et 16e étapes - 2e étape du Tour de France (contre-la-montre par équipes) - Tour de Toscane - 2e du Tour du Trentin - 3e du Tour d'Italie - 3e du Tour d'Ombrie - 1992 - 4e étape du Tour des Pouilles - 1993 - Tour de Toscane - 4e du Tour d'Italie | - 1995 - Champion d'Italie du contre-la-montre - Semaine cycliste bergamasque : - Classement général - 4e, 7e et 8e étapes - 1996 - Tour du Portugal - Classement général - 2e, 4e, 5e, 9e, 12e et 14e étapes - 1997 - USPro Championship - 2003 - Classement général du Tour du Limousin |  |

## Résultats sur les grands tours

### Tour de France
11 participations
- 1991 : abandon (12e étape), vainqueur de la 2e étape (contre-la-montre par équipes)
- 1992 : abandon (7e étape)
- 1995 : 43e
- 1996 : 25e
- 1997 : 47e
- 1998 : 36e
- 1999 : 34e
- 2000 : 27e
- 2001 : 67e
- 2002 : 14e
- 2003 : 15e

### Tour d'Italie
7 participations
- 1989 : abandon (4e étape)
- 1990 : 9e
- 1991 : 3e, vainqueur du  classement du meilleur jeune et des 12e et 16e étapes
- 1992 : 12e
- 1993 : 4e
- 1994 : abandon (14e étape)
- 1995 : abandon (14e étape)

### Tour d'Espagne
5 participations
- 1994 : 22e
- 1996 : abandon (9e étape)
- 1999 : 49e
- 2001 : 44e
- 2002 : abandon (15e étape)

## Distinctions
- Mémorial Gastone Nencini (révélation italienne de l'année) : 1990